# Kybos clypeata
Kybos clypeata är en insektsart som först beskrevs av David D. Gillette och Baker 1895.  Kybos clypeata ingår i släktet Kybos och familjen dvärgstritar. Utöver nominatformen finns också underarten K. c. annella.